# Тораца деј Мандели (Милано)
Тораца деј Мандели је насеље у Италији у округу Милано, региону Ломбардија.
Према процени из 2011. у насељу је живело 1046 становника. Насеље се налази на надморској висини од 158 м.